# Helado de canela
El helado de canela es un helado con sabor a canela típico de las gastronomías de Bolivia y Chile.

## Historia
En el siglo XVIII a los helados sólidos se les llamaba garapiñas, y las más habituales eran las de chocolate, aguas de frutas, leche helada, estas primeras versiones se se recopilaron por primera vez en el libro Arte de repostería (1747), del repostero de la corte Juan de la Mata:

Hecho esto y habiendo tomado bien la agua el color, y sabor de la canela, se vertera en una cazuela aumentada del azucar que te juzgare conveniente para que la bebida quede agradablemente suave, si estuviera la infusion con demasiado gusto de canela, se aumentara de agua fresca: concluyese con colarla por la manga, y helarla del propio modo que las demas:          
   

Juan de la Mata "CAPITULO XXXIII DE LAS AGUAS HELADAS DE FRUTAS Y OTROS"

Juan de la Mata le dedica todo un Capítulo a estas aguas heladas. Encontramos allí las recetas de aguas de frutas como las guindas, fresas, frambuesas, agraz, naranjas dulces, lima, limón cidrado o sandía, junto a otras elaboradas con hierbas y especias, como las de hinojo verde, de pimpinela, de canela, de cilantro, de anís o de clavos
En un diario de Curicó se menciona al helado de canela con respecto a la navidad, en 1877: «La plaza de armas lució también sus duraznos, sus peras y sus brevas, no faltando elegantes ramitos de flores, la horchata ‘arrimá’ a nieve, los helados de canela, almendras, damascos y otras menudencias».

## Características
El helado de canela es una bebida fría elaborada con canela, airampo y azúcar.
El helado se produce de forma artesanal, batiendo la preparación base en barriletes de madera mara con hielo y sal, hasta lograr el enfriamiento.
Tradicionalmente el helado era acompañado por maní o pasankalla, actualmente se ha hecho popular el consumirlo con empanada de queso.
El consumo de este helado es muy popular en las ciudades de Cochabamba, La Paz y Oruro, siendo los mercados populares de estas ciudades los lugares más tradicionales de venta.
A partir de la preparación tradicional, se han ido implementando variaciones que incluyen el uso de un motor eléctrico para el batido del helado y variaciones en el sabor que incluyen maracuyá o coco.

## Patrimonio municipal
En 2012 el helado de canela, junto a otras 21 preparaciones tradicionales de La Paz, fue declarado patrimonio cultural mediante la Ley 026.

## Patrimonio departamental
Mediante Ley departamental el helado de canela fue declarado patrimonio del Departamento de Oruro en 2017.